# A-Girl
A-Girl (エー·ガール?) è un manga shōjo scritto e disegnato da Fusako Kuramochi, serializzato sulla rivista Bessatsu Margaret di Shūeisha nel 1984. I capitoli furono poi raccolti in due volumi tankōbon, editi sempre da Shūeisha. Alcuni anni dopo, il fumetto ricevette un adattamento a OAV delle durata di 24 minuti, prodotto dallo studio Madhouse e distribuito il 24 settembre 1993.